# Cytosporina citriperda
Cytosporina citriperda è un fungo ascomicete. Colpisce i frutti di mandarino, su cui provoca il cosiddetto mal di terra.

## Sintomatologia
Sui frutti il patogeno provoca macchie depresse di color bruno-scuro, che confluiscono fino ad interessare gran parte del frutto. Le macchie non interessano solo la parte superficiale, ma si approfondiscono interessando l'albedo. La malattia si manifesta sui frutti a maturazione tardiva e nelle piante con un sovraccarico di frutti. I sintomi cominciano a comparire quando il frutto è ancora pendente e si aggravano nel periodo post-raccolta. L'andamento caldo-umido della stagione autunnale favorisce la malattia.

## Lotta
Può essere effettuata mediante prodotti a base di sali di rame.